# Тети Бори (Торино)
Тети Бори је насеље у Италији у округу Торино, региону Пијемонт.
Према процени из 2011. у насељу је живело 34 становника. Насеље се налази на надморској висини од 294 м.